# タデウシュ・カントル
タデウシュ・カントル (Tadeusz Kantor, 1915年4月6日 - 1990年12月8日) は、ポーランドの画家、アッサンブラージュ作家、ハプニング芸術家、舞台装置デザイナー、および演出家である。カントルはポーランド内外で、革命的劇場公演で知られている。スタニスワフ・イグナツィ・ヴィトキェーヴィチ賞を1989年受賞した。

## 生涯と活動
カントルはマリアン・カントル=ミルスキとヘレナ・ベルガーの間に生まれた。父はユダヤ教徒で、母はカトリック教徒だった。「カントル」はイディッシュ語で、合唱隊長の意味である。母親はドイツ人の父を通じて、作曲家で指揮者のクシシュトフ・ペンデレツキと親戚だった。カントルはガリツィア地方（当時オーストリア=ハンガリー領、現在はポーランド）のヴィエロポール・スクシンスキエ村に生まれ、1934年にクラクフの芸術アカデミーに入学し、1939年に卒業した。ナチス・ドイツによるポーランド占領期に、彼は地下劇場を創設し、1942年から1944年まで実験劇場の監督を務めた。戦争後、彼はバーナード・ショーの『聖女ジョウン』（1956年）やシェークスピアの『尺には尺を』（1956年）のデザインを含む前衛的な舞台美術で有名になった。標準的劇場との違いを示す例は、舞台を客席へ広げたり、俳優としてマネキン人形を使うことだった。
1955年、制度化されつつある前衛に幻滅した芸術家たちと共に、カントルは新しい演劇団クリコット2を創設した。クリコット２はポーランド内外の数多くの劇場で、ハプニングの舞台で高く評価された。彼の興味は主に不条理主義とポーランドの劇作家スタニスワフ・イグナツィ・ヴィトキェーヴィチ（「ヴィトカツィ」としても知られる）にあった。ヴィトカツィの戯曲『イカ』（1956年）と『水鶏』（1969年）の上演は、当時の彼の最高傑作といわれた。『水鶏』の1972年の上演は、「エディンバラ・フェスティバルにおいて、最も少ない宣伝で最も評判になったイベント」と評された。

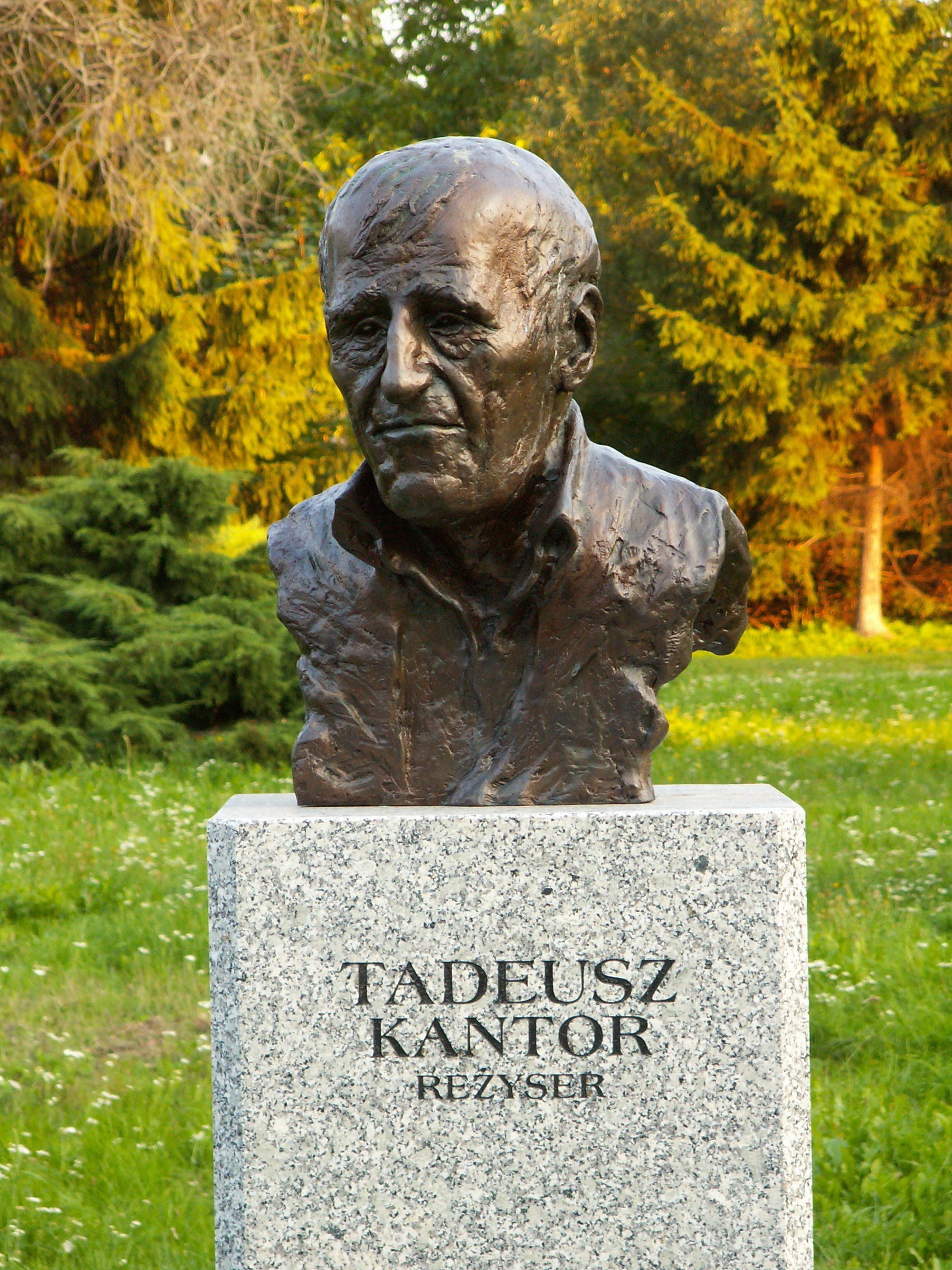
Tadeusz Kantor, commemorative bust by Kornel Arciszewski

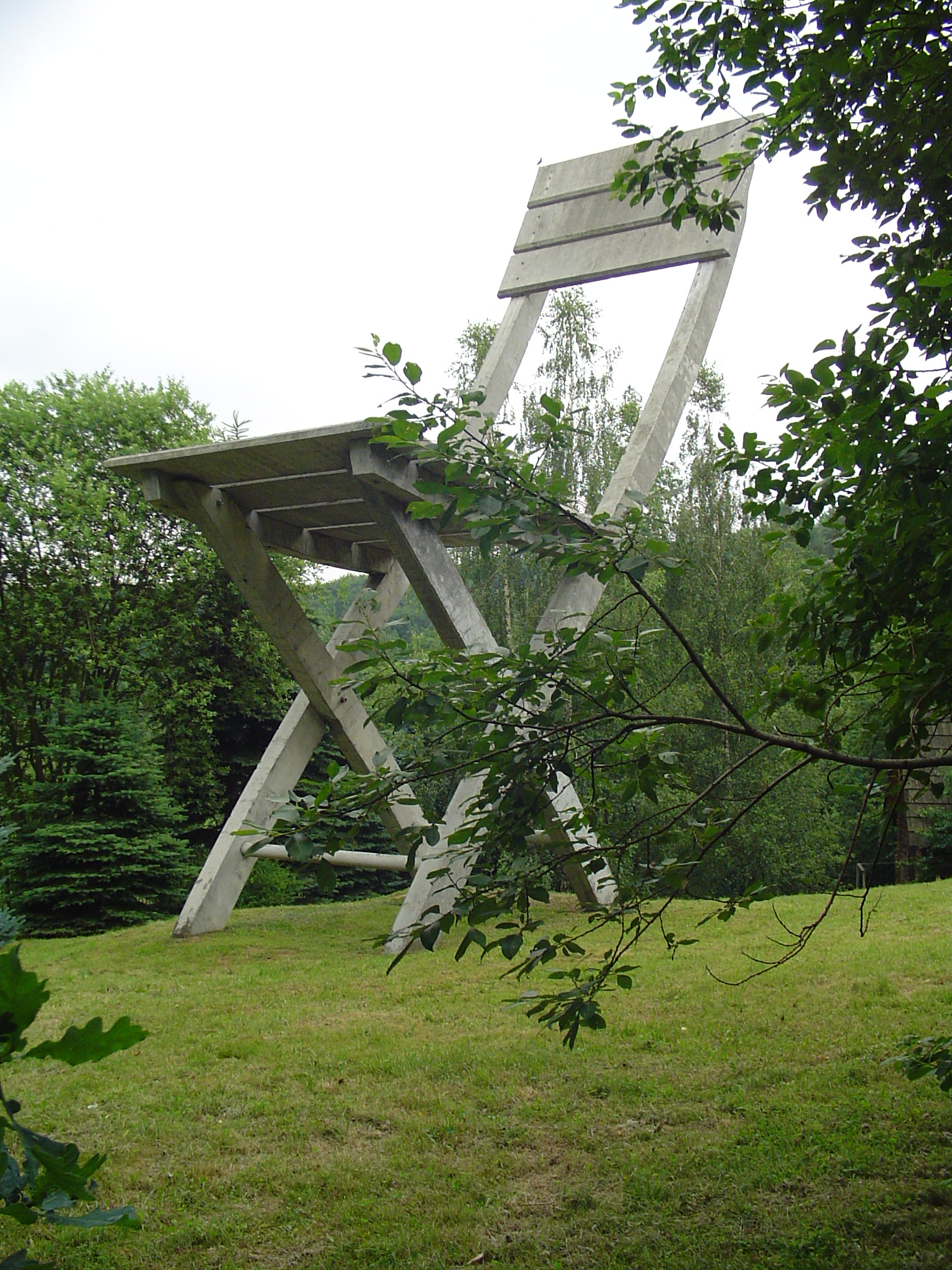
Tadeusz Kantor, Kantor's chair, concrete sculpture, height 14 m. Hucisko, Poland

『死んだ教室』（1975年）は1970年代の劇作品で最も有名である。1977年にはアンジェイ・ワイダ監督によりテレビ映画が作られた。その劇の中で、カントル自身が先生役で主演し、一見死人に見える登場人物のクラスを主導し、若いころを表わすマネキン人形と対峙した。
1980年代後半の彼の作品は、とても個人的な考察である。『死んだ教室』の時のように、彼はしばしば自分で舞台に立った。1990年代に、彼の作品はエレン・スチュワートがラ・ママ実験劇場で公演したことで、アメリカ合衆国で有名になった。
彼の生涯を通じ、カントルはユダヤ文化に興味を持ち、ユニークな関係を持っていた。名ばかりのカトリック教徒であったカントルは、「ユダヤ演劇」として知られる要素を自作に取り入れた。
カントルはクラクフで亡くなった。
タデウシュ・カントルの芸術ドキュメントの新しいセンターであるクリコテカが、2014年クラクフにオープンした。

## 主な宣言と著作
- The Autonomous Theatre (1963)
- Theatre Happening: The Theatre of Events (1967)
- The Informel Theatre (1961)
- The Zero Theatre (1963)
- The Theatre of Death (1975)

## クリコット２との作品
- The Cuttlefish (1956)（イカ）
- The Country House (1961)
- The Madman and the Nun (1963)
- The Water Hen (1965)（水鶏）
- Dainty Shapes and Hairy Apes, or the Green Pill (1972)
- The Dead Class (1975)（死んだ教室）[2]
- Wielopole, Wielopole (1981)（ヴィエロポーレ、ヴィエロポーレ）[1]
- Let the Artists Die (1985)（芸術家よ、くたばれ！）[2]
- Macchina dell'amore e della morte (1987)
- I Shall Never Return (1989)（私は決して戻らない）[2]
- Today is my Birthday (1990)

## 来日
カントルは1982年と1990年に来日している。1982年は利賀フェスティバルで『死んだ教室』を上演、1990年には『私は決して戻らない』、『芸術家よ、くたばれ』をパルコ劇場で上演した。
没後の1994年にはセゾン美術館と伊丹市立美術館で、2016年には京都市立芸術大学ギャラリーで回顧展が開催されている。